# シャウト・アウト・トゥ・マイ・エックス
「シャウト・アウト・トゥ・マイ・エックス」（Shout Out to My Ex）は、2016年10月28日に発売されたリトル・ミックスの14枚目のシングル。発売元はSyco Music。

## 解説
2016年11月18日にリリースされた『Glory Days』の先行配信シングル。同年10月16日に放送されたITVのテレビ番組『Xファクター』で初披露された。
リリース後は3週連続で全英シングルチャート1位を獲得し、2016年の年間チャートでは39位を記録。ビルボード誌が選ぶ2016年のポップ・ソング・ベスト100では58位に選出された。
2017年に行われたブリット・アワード2017ではブリティッシュ・シングル賞を獲得した。

## 収録曲
1. Shout Out to My Ex [4:06]
Produced by Electric
(作詞・作曲：Edvard Førre Erfjord, Henrik Michelsen, Camille Purcell, Iain James, Perrie Edwards, Jesy Nelson, Leigh-Anne Pinnock, Jade Thirlwall)

## クレジット
- Little Mix
  - Perrie Edwards
  - Jesy Nelson
  - Leigh-Anne Pinnock
  - Jade Thirlwall
- Mixed by Serban Ghenea
- Mastered by Tom Coyne

## 受賞・ノミネート
| 年     | 音楽賞                                         | 賞                             | 結果       |
| ------ | ---------------------------------------------- | ------------------------------ | ---------- |
| 2017年 | ラジオ・ディズニー・ミュージック・アワード2017 | 最優秀ブレイクアップ・ソング賞 | 受賞       |
| 2017年 | ティーン・チョイス・アワード2017               | グループ楽曲部門               | 未決定     |
| 2017年 | ブリット・アワード2017                         | ブリティッシュ・シングル賞     | 受賞       |
| 2017年 | Myxミュージック・アワード2017                  | インターナショナル・ビデオ賞   | ノミネート |